# Zoltán Gera
Zoltán Gera (pronunciació en hongarès: ˈzoltaːn ˈɡɛrɒ; nascut el 22 d'abril de 1979) és un futbolista professional hongarès que juga com a migcampista al Ferencvárosi TC de la lliga hongaresa i a la selecció hongaresa. Anteriorment havia jugat pel Fulham FC, Ferencvárosi TC, Pécsi Mecsek i Harkány SE, així com, en dues fases diferents, al West Bromwich Albion FC.
Gera va debutar amb la selecció hongaresa de futbol el 2002 contra Suïssa, en un partit que perdé per 2–1. El 2009, Gera es va retirar temporalment de l'equip nacional, a causa d'una disputa amb el llavors seleccionador Erwin Koeman. Koeman sou substituït per Sándor Egervári el 2010 i Gera va retornar llavors a l'equip. El 31 de maig de 2016 es va anunciar que el seleccionador Bernd Storck l'havia inclòs en l'equip definitiu d'Hongria per disputar l'Eurocopa 2016.